# Fair Weather Fiends
Fair Weather Fiends (em português: Amigos Penosos) é um curta-metragem, lançado em 1946, do Pica-Pau.

## Sinopse
Pica-Pau e seu amigo Lobo Wolfie estão viajando pelo mar e aproveitando a viagem comendo bastante, até que chegam dias de tempestade. Eles vão parar numa praia de uma ilha deserta, mas sem nenhuma comida. Ao encontrarem uma concha os dois brigam por ela, mas dentro não havia comida e sim pérolas. Depois, os dois avistam Zé Ganso e começa novamente a disputa . Após isso, eles queriam se comer e acabam tentando praticar canibalismo. Ao final, eles tentam se enfrentar com vários objetos (talhadeira espada, machado, canhão e tanques de guerra) e acabam encontrando os vários hot-dogs e hambúrgueres de Zé Ganso. O Pica Pau dá um jeitinho de ficar com os lanches só pra ele, livrando-se do seu "amigo".

## Personagens
- Pica-Pau
- Lobo Wolfie
- Zé Ganso

## Elenco

### Versão Americana
- Pica-Pau - Ben Hardaway
- Lobo Wolfie - Will Wright

### Versão Brasileira
- Pica-Pau: Garcia Júnior
- Lobo Wolfie: Turíbio Ruiz
- Estúdio de Dublagem: BKS, São Paulo

## Curiosidades
- Foi o último episódio dirigido por Shamus Culhane.

- O título original do episódio é uma paródia da expressão inglesa "fair weather friends" (amigos do bom tempo), que significa aquelas pessoas que só são amigas quando as coisas estão boas.